# Tweestreepvoorjaarsuil
De tweestreepvoorjaarsuil (Orthosia cerasi) is een nachtvlinder uit de familie van de Noctuidae, de uilen, met een spanwijdte van 34 tot 40 millimeter. De vlinder komt verspreid door Europa voor. De tweestreepvoorjaarsuil overwintert als pop in de grond.
De kleur van de tweestreepvoorjaarsuil is nogal variabel, maar hij kan herkend worden aan de grote lichtomrande stigmata en de lichte lijn met donkere rand (vandaar de naam) bij het uiteinde van de vleugel.

## Voedsel
De waardplanten zijn diverse loofbomen, zoals de eik, wilg, berk, iep, meidoorn en allerlei fruitbomen.

## Verspreiding in Nederland en België
De tweestreepvoorjaarsuil is in Nederland en België een gewone soort die verspreid over de hele regio voorkomt. De vliegtijd is van februari tot begin juni in één generatie.